# Athens (Ohio)
Athens  é uma cidade dentro e a sede do Condado de Athens, Ohio, Estados Unidos. É ficado situado ao longo do rio de Hocking na parte do sudeste de Ohio. Uma cidade histórica e universitária, Athens é o lar da Universidade de Ohio, com mais de 26 mil estudantes. A população oficial de Athens no Censo dos Estados Unidos de 2010 foi de 23.832.